# Maledetta ambizione
Maledetta ambizione (The Temp)  è un film del 1993 diretto da Tom Holland.

## Trama
Kris Bolin, lavora in un'azienda dolciaria come segretaria, ma la cosa strana è che sta facendo una carriera tra alti e bassi, a spese di colleghi che incappano in incidenti mortali. Il suo capo Peter Derns cerca di capire qualcosa, però tra lui e Kris si intraprendono un'attrazione reciproca.